# 에우고나토노투스속
에우고나토노투스속(Eugonatonotus)은 생이하목 네마토카르키누스상과에 속하는 갑각류 속의 하나이다.
갈라테아카리스상과 (Galatheacaridoidea), 갈라테아카리스과(Galatheacarididae)의 유일종으로 분류했던 "갈라테아카리스 아비살리스"(Galatheacaris abyssalis)는 이제 "에우고나토노투스 카케이"(Eugonatonotus chacei)의 이명으로 간주하고 있다.

## 분류
- 에우고나토노투스과 (Eugonatonotidae)
  - 에우고나토노투스속 (Eugonatonotus) Chan & Yu, 1991
    - Eugonatonotus chacei Chan & Yu, 1991
    - Eugonatonotus crassus (A.Milne-Edwards, 1881)